# Nuits blanches (film, 1996)
Pour les articles homonymes, voir Nuit blanche.
Pour plus de détails, voir Fiche technique et Distribution.
Nuits blanches est un film français réalisé par Sophie Deflandre et sorti en 1996.

## Fiche technique
- Titre : Nuits blanches
- Réalisation : Sophie Deflandre
- Scénario : Sophie Deflandre, Laurence Nerval-Kilberg
- Durée : 86 minutes
- Dates de sortie : 
  -  France : 4 décembre 1996

## Distribution
- Alexandre Arbatt : Thomas
- Lola Gans : Marie
- Marthe Keller : Julia
- Matthieu Rozé : Johann
- Julie-Anne Roth : La jeune fille du flash-back
- Fred Personne : Manuel, l'éditeur
- Suzanne Legrand : La copie de Marie dans la boîte
- Nadine Darmon : La mère de Marie
- Antoine Blanquefort : Paul
- Max Morel : Le routier
- Jean-Luc Guitton : L'épicier
- Guilaine Peyronnet : L'épicière
- Pierre Court : L'homme de l'arrêt de bus
- Sophie Jeney : La secrétaire de Manuel